# Ruta dels Borja
La Ruta dels Borja és una ruta turística que permet conèixer la petjada d'una de les famílies valencianes més universal, els Borja. Els Borja tenen el seu origen en Aragó, tot i que es van establir en terres valencianes després de la conquesta de València de Jaume I. Són coneguts com els Borgia, manera italiana d'escriure el cognom en la seva pronunciació en valencià o català. A aquesta família van pertànyer personatges històrics com els papes Calixt III i Alexandre VI, Cèsar i Lucrècia Borja, i Sant Francesc de Borja.
La ruta permet gaudir no només d'un recorregut històric de més de 400 anys, sinó a més de bells paratges naturals, platges, art i gastronomia dels llocs que la travessen. La Ruta a través del llegat dels Borja té el seu començament a la ciutat de Gandia (la Safor) i finalitza a València (l'Horta), travessant diferents conjunts monumentals i poblacions valencianes on els Borja van deixar la seva empremta.

## Itinerari

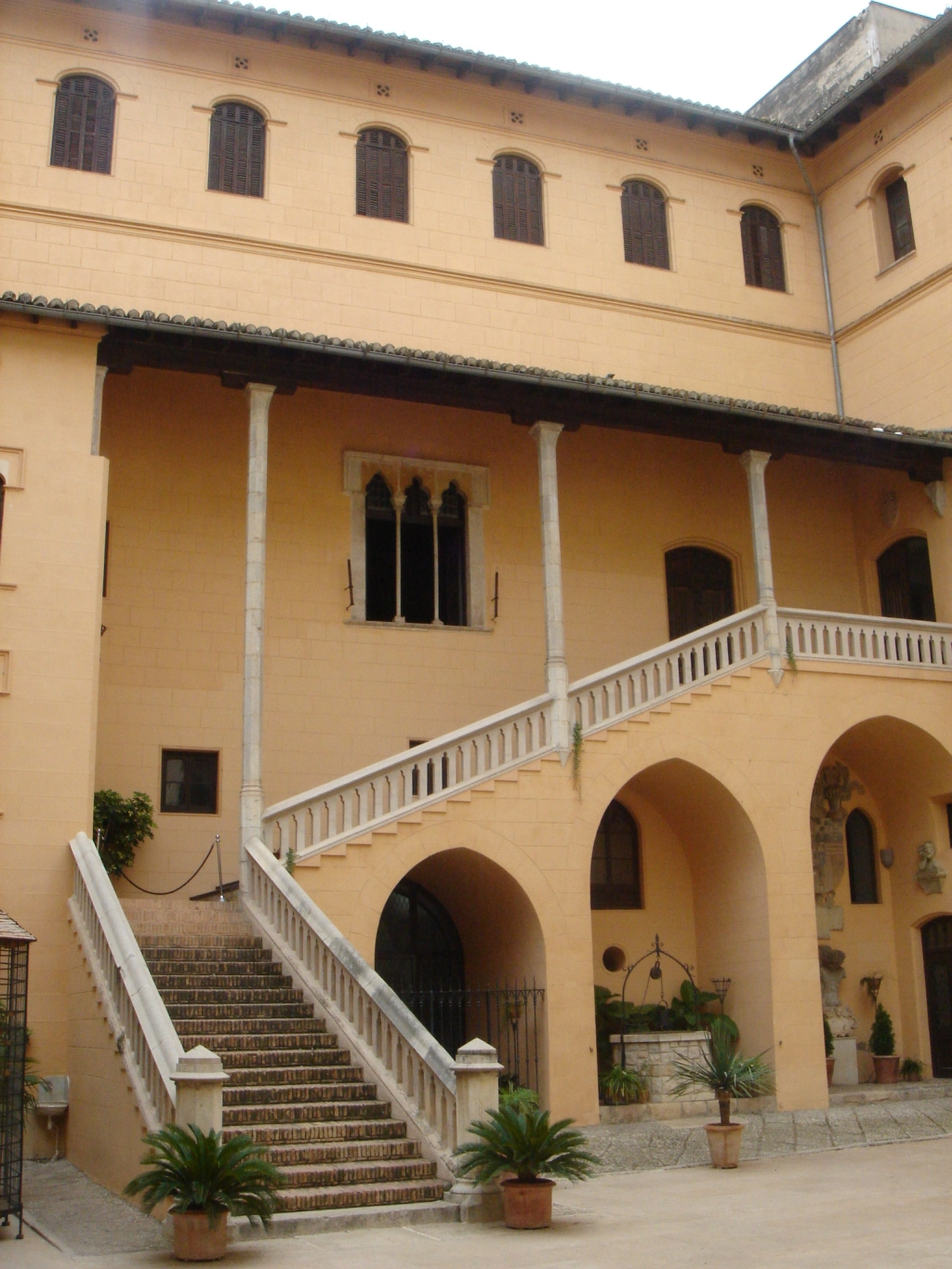
Palau Ducal de Gandia

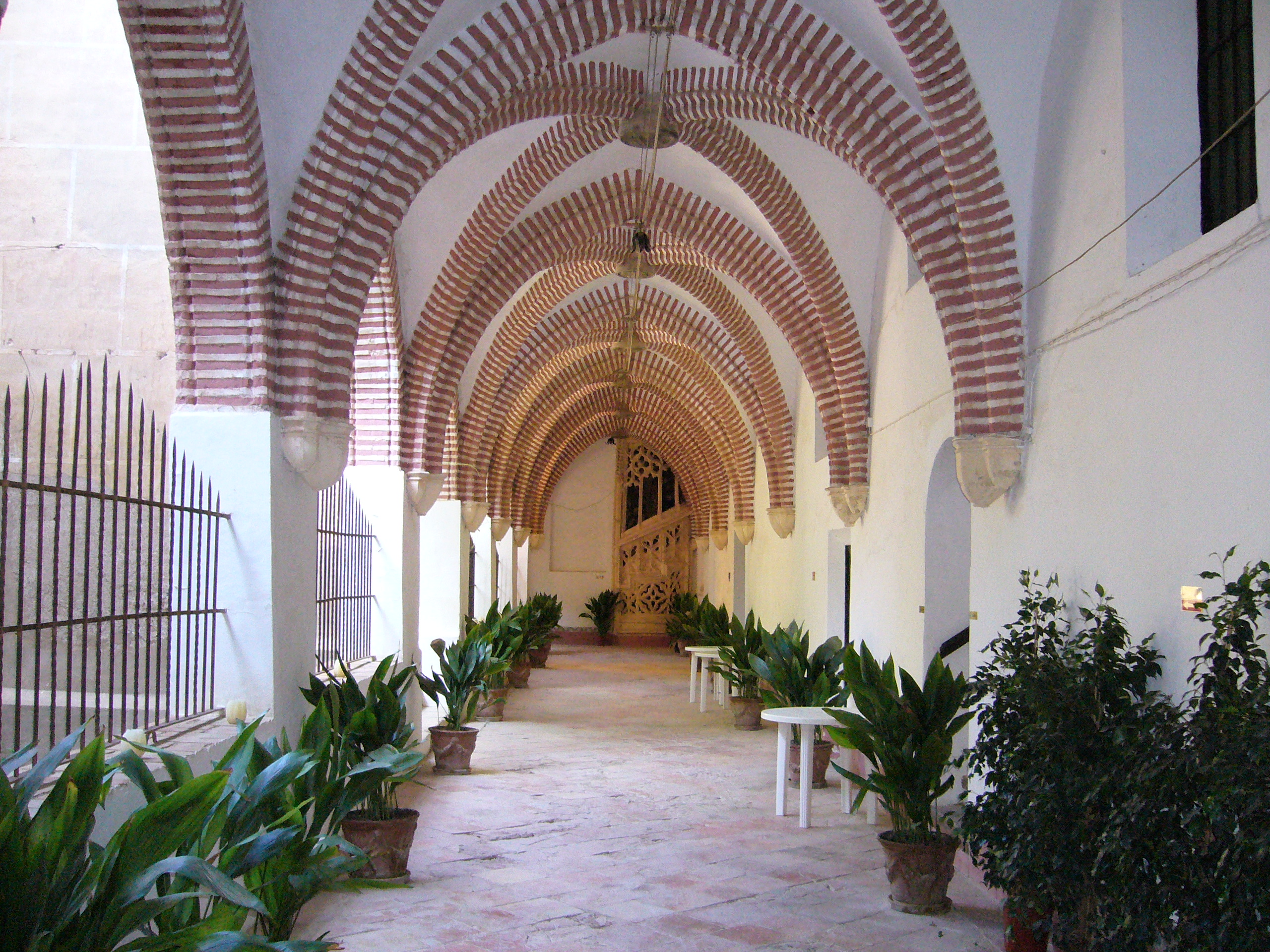
Claustre del Monestir de Sant Jeroni de Cotalba

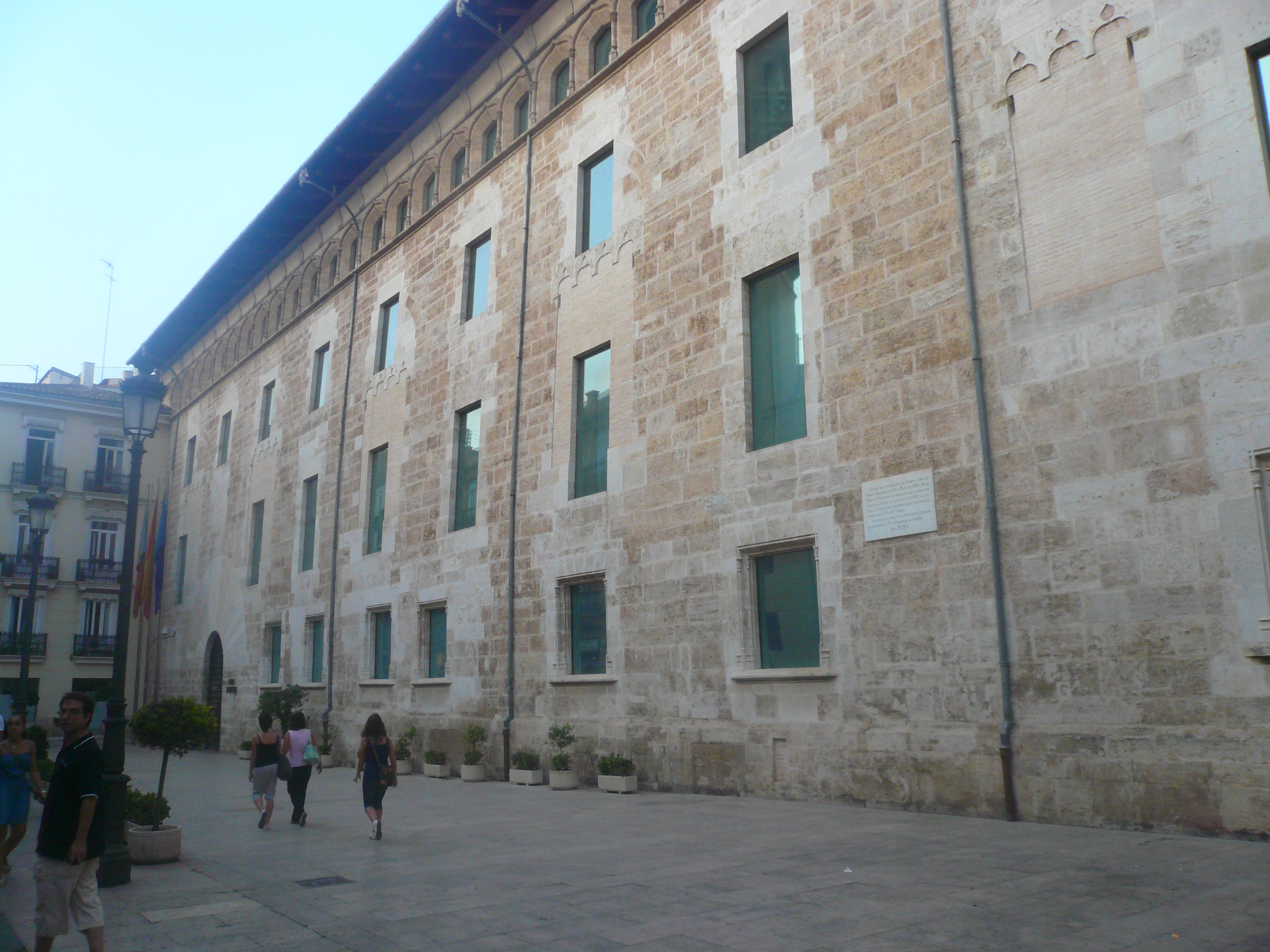
Palau dels Borja a València

La ruta recorre els següents conjunts monumentals i poblacions:
- Gandia:
  - Col·legiata de Santa Maria de Gandia
  - Palau Ducal de Gandia
  - Convent de Santa Clara
  - Hospital de Sant Marc
- Alfauir
  - Monestir de Sant Jeroni de Cotalba
- Simat de la Valldigna
  - Monestir de Santa Maria de la Valldigna
- Canals
  - Oratori dels Borja
  - Torre i muralles dels Borja
- Xàtiva
  - Col·legiata de Xàtiva
  - Casa natal d'Alexandre VI
  - Ermita de Santa Anna
- Albaida
- Llombai
- València
  - Catedral de Santa Maria de València
  - Palau dels Borja
  - Universitat de València (Estudi General)
  -  Església de Sant Nicolau

## La Ruta pas a pas
- Gandia:

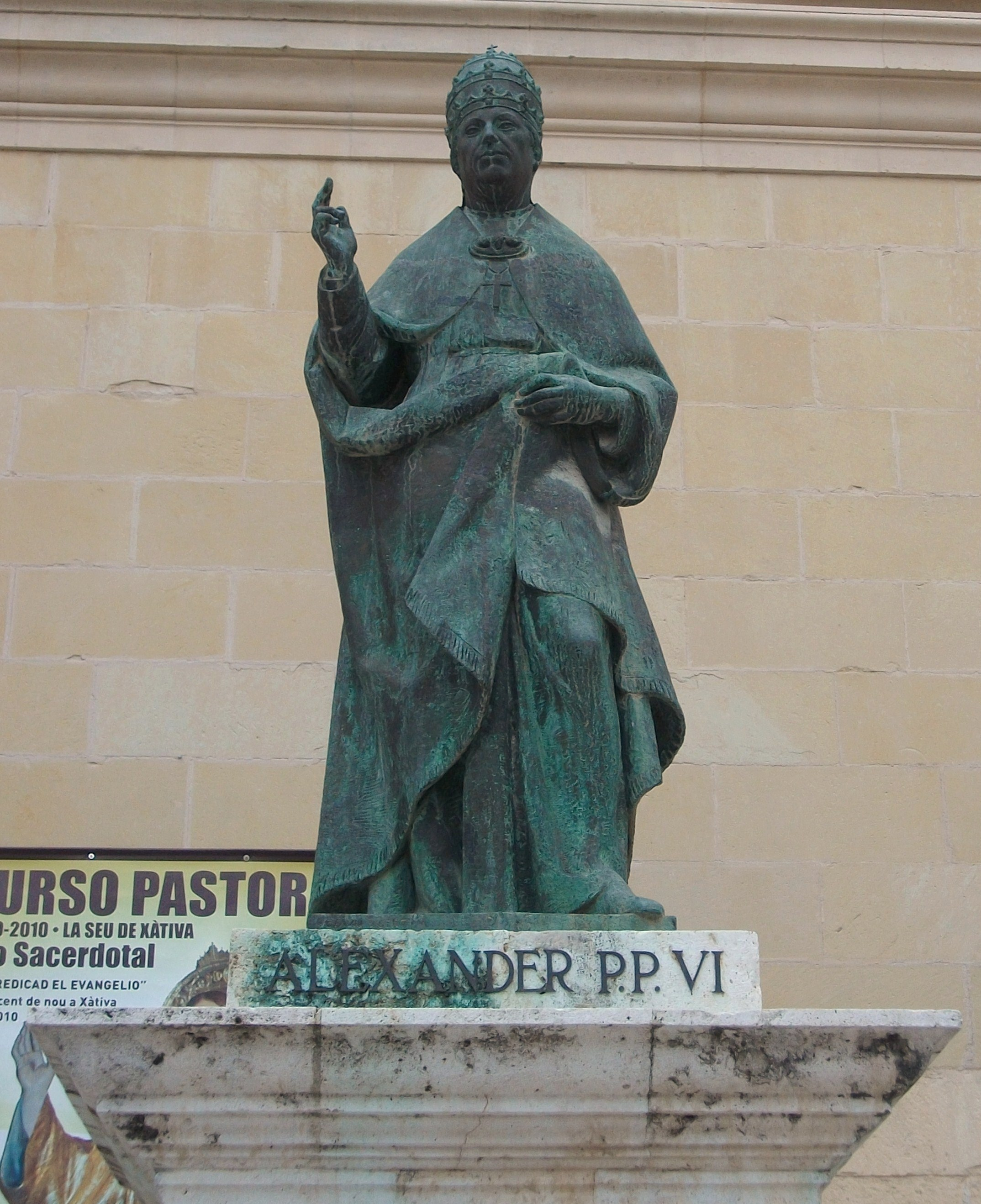
Estàtua d'Alexandre VI davant la Seu de Xàtiva

  - L'antiga Universitat va ser fundada pel IV duc de Gandia, Francesc de Borja. Al costat d'aquesta construcció, cinc escultures de bronze, obra de Manuel Boix, anuncien que aquesta és una ciutat borgiana. Les figures representen els papes Calixt III i Alexandre VI, Cèsar i Lucrècia Borja i Sant Francesc de Borja.
  - La Col·legiata de Santa Maria de Gandia va ser ampliada per Maria Enríquez de Luna, vídua del duc Joan de Borja i Cattanei i nora d'Alexandre VI. Va encarregar al cèlebre escultor Damià Forment la Porta dels Apòstols i a Paolo de Sant Leocadio, pintor protegit del seu sogre, el retaule major, desaparegut durant la Guerra Civil.
  - El Palau Ducal de Gandia es va aixecar en temps dels ducs reials, segle i mig abans. En ell van néixer la majoria dels ducs Borja i tots els seus descendents. A l'edifici es troba l'Espai de les Emocions, un centre d'interpretació virtual que traslladarà al visitant a l'època dels Borja.
  - L'Hospital de Sant Marc, patronat del qual fou presidit pels ducs de Gandia, alberga avui en dia el Museu Arqueològic de Gandia.
  - El Convent de Santa Clara, fundat en 1423, conserva una destacada col·lecció artística llegada pels Borja. Al llarg de la seva història moltes dones de la família Borja es van retirar entre els seus murs.
  - La torrassa del pi, del segle xvi, formava part de l'ampliació de la muralla efectuada per Francesc de Borja. El seu successor, Carles Borja, va fundar el Convent de Sant Roc, actualment utilitzat com a centre cultural. L'Alqueria del Duc va ser adquirida en 1590 pel menor dels fills de Sant Francesc de Borja.

- Alfauir:
  - El Monestir de Sant Jeroni de Cotalba fundat en 1388 i situat a escassos quilòmetres de Gandia, va comptar amb la protecció de la família Borja. La duquessa de Gandia, Maria Enríquez de Luna, vídua del duc Joan de Borja i Cattanei i nora d'Alexandre VI, va realitzar obres d'ampliació al monestir, com el claustre superior d'estil renaixentista o l'aljub medieval i les fonts del pati dels Tarongers. Més tard, també va passar els seus últims dies en aquest monestir l'esposa de Francesc de Borja, Leonor de Castro, dama i amiga íntima de l'Emperadriu Isabel de Portugal.

- Simat de la Valldigna:
  - Al Monestir de Santa Maria de la Valldigna van ser Roderic de Borja i el seu fill Cèsar, abats d'aquest edifici conventual. En ell destaquen especialment la porta reial, el cenobi, la sala capitular i el claustre i el palau de l'abat.

- Canals:
  - A la Torre de Canals, segons relata la tradició, va néixer Alfons de Borja, futur papa Calixt III.
  - L'Oratori dels Borja està situat davant de la Torre dels Borja i conserva una taula medieval sobre el Judici Final. És possible visitar els dos edificis.

- Xàtiva:
  - La Casa natal d'Alexandre VI es conserva a la plaça que porta el seu mateix nom.
  - A l'Església de Sant Pere es va batejar Roderic de Borja, papa Alexandre VI, l'any 1431.
  - A la Col·legiata de Xàtiva seran sepultats diversos membres de la família Borja. Allà mateix podem trobar el retaule del cardenal Alfons de Borja i un calze de plata gravat amb el nom de Calixt III.
  - L'Ermita de Santa Anna és un altre monument del llegat borgià de Xàtiva. Santa Anna era la patrona de la família Borja.

- Albaida

- Llombai

- València:

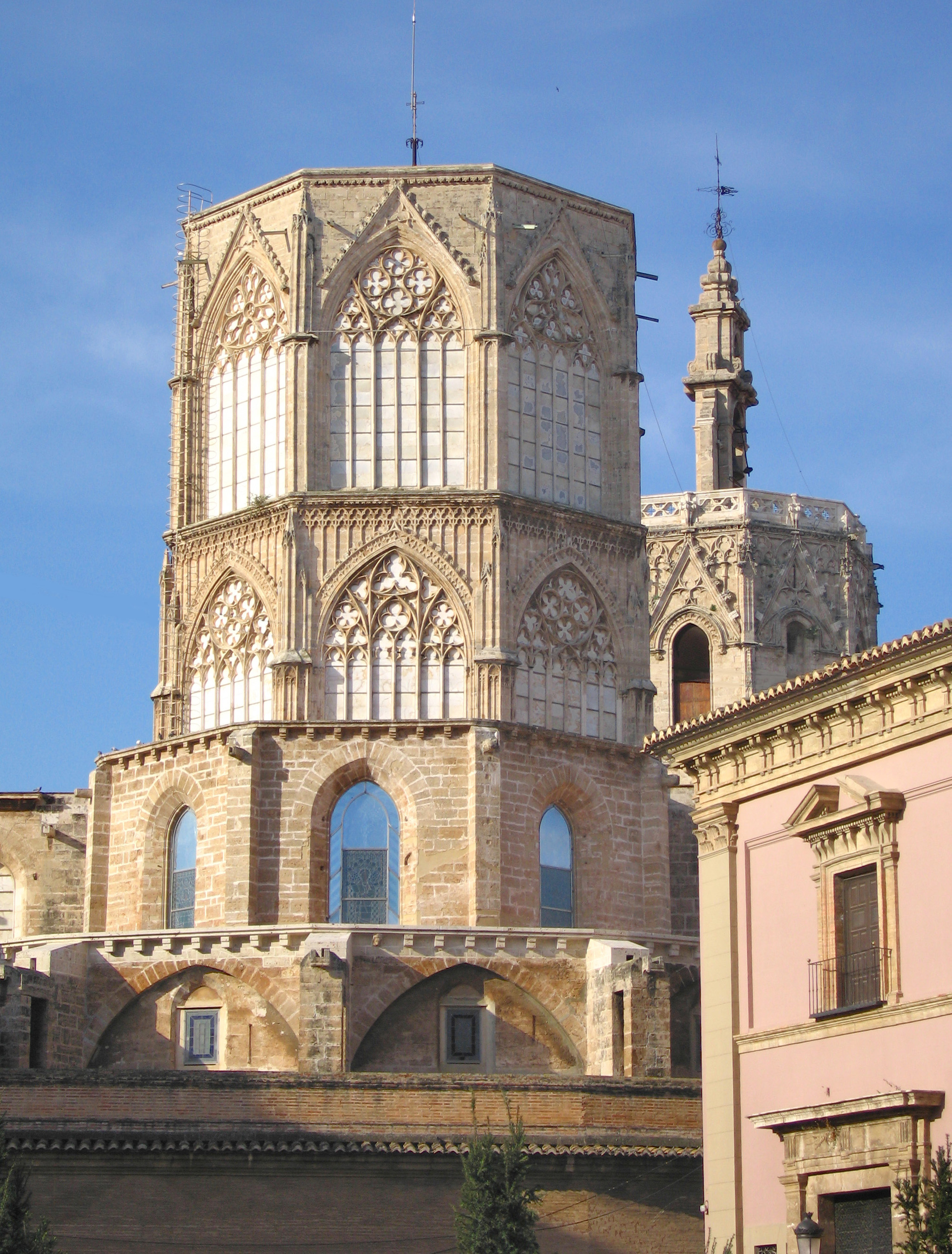
Catedral de València

- - A la catedral de València, Alfons de Borja va ordenar construir la capella de Sant Pere. Roderic de Borja, abans de ser proclamat papa, va encarregar al pintor italià Paolo de San Leocadio els frescs per a la cúpula de l'absis. Aquests frescos són considerats com l'entrada de la pintura renaixentista italiana a Espanya. A la capella dedicada a Sant Francesc de Borja hi ha dos llenços de Francisco de Goya y Lucientes dedicats al IV duc de Gandia.
  - El palau dels Borja, situat a escassos metres de la catedral, va ser erigit pel primer duc de Gandia i fill d'Alexandre VI, Pere Lluís de Borja. L'edifici va ser restaurat en diverses ocasions i, actualment, és la seu de les Corts Valencianes.
  - La Universitat de València-Estudi General es va fundar a 1500 gràcies a la butlla del papa Alexandre VI. En l'Estudi General de la Universitat, situat al carrer de la Nau, destaca el seu imponent claustre renaixentista.
  - A l'Església de Sant Nicolau, de la qual Calixt III va ser rector abans de ser papa, a la portada que dona a la plaça del mateix nom, es recorda amb rajoles la predicció de Sant Vicent Ferrer segons la qual Alfons de Borja arribaria a ser papa i després el canonitzaria.